# Utaban
Utaban, (うたばん) japanskt tv-program med musik som huvudtema. Det startade 15 oktober 1996 på tv-kanalen TBS. Utaban är en sammandragning av ordet uta (歌) som betyder sång eller dikt, och första delen av ordet bangumi (番組) som betyder program. Programmet leds av Takaaki Ishibashi från den populära manzai-gruppen Tunnels och Masahiro Nakai från popgruppen SMAP. I programmet blandas olika kändisgäster med framträdanden av populära artister och Takaakis galna framträdanden. Programmet använder sig också av mycket CGI-effekter i humoristiskt syfte.